# Canton d'Échirolles
Le canton d'Échirolles est une circonscription électorale française du département de l'Isère.

## Histoire
Le canton d'Échirolles a été créée par le décret du 2 août 1973 à la suite du démantèlement des anciens cantons de Grenoble-Est, Grenoble-Nord et Grenoble-Sud.
Le canton disparaît en 1985 à la suite de la création des cantons d'Eybens, d'Échirolles-Est et d'Échirolles-Ouest par décret du 24 janvier 1985.
Un nouveau découpage territorial de l'Isère entre en vigueur à l'occasion des élections départementales de 2015. Il est défini par le décret du 18 février 2014, en application des lois du 17 mai 2013 (loi organique 2013-402 et loi 2013-403). Les conseillers départementaux sont, à compter de ces élections, élus au scrutin majoritaire binominal mixte. Les électeurs de chaque canton élisent au Conseil départemental, nouvelle appellation du Conseil général, deux membres de sexe différent, qui se présentent en binôme de candidats. Les conseillers départementaux sont élus pour 6 ans au scrutin binominal majoritaire à deux tours, l'accès au second tour nécessitant 12,5 % des inscrits au 1er tour. En outre la totalité des conseillers départementaux est renouvelée. Ce nouveau mode de scrutin nécessite un redécoupage des cantons dont le nombre est divisé par deux avec arrondi à l'unité impaire supérieure si ce nombre n'est pas entier impair, assorti de conditions de seuils minimaux. Dans l'Isère, le nombre de cantons passe ainsi de 58 à 29.
Le canton d'Échirolles est reconstitué par ce décret : il est formé de communes des anciens cantons d'Échirolles-Est et Échirolles-Ouest (2 communes) et d'Eybens (1 commune). Il est entièrement inclus dans l'arrondissement de Grenoble. Le bureau centralisateur est situé à Échirolles.

## Représentation

### Représentation de 1973 à 1985
| Période | Période | Identité                    | Étiquette | Qualité |
| ------- | ------- | --------------------------- | --------- | --- |
| 1973    | 1985    | Georges Kioulou (1916-2000) | PCF       | Photographe, artisan, ouvrier de l'industrie chimique Maire d'Échirolles (1945-1981) Ancien conseiller général du canton de Grenoble-Sud-Est (1970-1973) |

### Représentation depuis 2015
| Période élective | Période élective | Mandat | Mandat   | Identité        | Nuance | Nuance | Qualité |
| ---------------- | ---------------- | ------ | -------- | --------------- | ------ | ------ | --- |
| 2015             | 2021             | 2015   | 2021     | Daniel Bessiron |        | DVG    | Fonctionnaire Adjoint au maire d'Échirolles |
| 2015             | 2021             | 2015   | 2021     | Sylvette Rochas |        | PCF    | Adjointe au maire d'Échirolles Présidente du groupe "Communistes et gauche unie solidaire" Conseillère générale du Canton d'Échirolles-Est (2011-2015) |
| 2021             | 2028             | 2021   | en cours | Daniel Bessiron |        | DVG    | Conseiller sortant |
| 2021             | 2028             | 2021   | en cours | Amandine Demore |        | PCF    | Première adjointe puis maire d'Échirolles (depuis 2023)                                                                                                |

### Résultats détaillés

#### Élections de mars 2015
À l'issue du 1er tour des élections départementales de 2015, deux binômes sont en ballottage : Daniel Bessiron et Sylvette Rochas (Union de la Gauche, 35,28 %) et Alexis Jolly et Marie-Agnès Vouriot (FN, 27,37 %). Le taux de participation est de 44,71 % (12 443 votants sur 27 832 inscrits) contre 49,24 % au niveau départemental et 50,17 % au niveau national.
Au second tour, Daniel Bessiron et Sylvette Rochas (Union de la Gauche) sont élus avec 63,43 % des suffrages exprimés et un taux de participation de 46,9 % (7 560 voix pour 13 100 votants et 27 932 inscrits).

#### Élections de juin 2021
Le premier tour des élections départementales de 2021 est marqué par un très faible taux de participation (33,26 % au niveau national). Dans le canton d'Échirolles, ce taux de participation est de 26,69 % (7 551 votants sur 28 290 inscrits) contre 31,88 % au niveau départemental. À l'issue de ce premier tour, deux binômes sont en ballottage : Daniel Bessiron et Amandine Demore (Union à gauche, 31,17 %) et Philippe Maldonado et Suzy Mavellia (Union au centre et à droite, 27,21 %).
Le second tour des élections est marqué une nouvelle fois par une abstention massive équivalente au premier tour. Les taux de participation sont de 34,36 % au niveau national, 32,23 % dans le département et 27,35 % dans le canton d'Échirolles. Daniel Bessiron et Amandine Demore (Union à gauche) sont élus avec 50,4 % des suffrages exprimés (3 651 voix pour 7 740 votants et 28 295 inscrits),,. 

## Composition

### Composition de 1973 à 1985
Lors de sa création, le canton d'Échirolles est composé de trois communes entières :
- Échirolles (chef-lieu),
- Bresson,
- Eybens.

### Composition depuis 2015
Le nouveau canton d'Échirolles comprend les mêmes trois communes entières.
| Nom                                | Code Insee | Intercommunalité         | Superficie (km2) | Population (dernière pop. légale) | Densité (hab./km2) | Modifier                                    |
| ---------------------------------- | ---------- | ------------------------ | ---------------- | --------------------------------- | ------------------ | ------------------------------------------- |
| Échirolles (bureau centralisateur) | 38151      | Grenoble-Alpes Métropole | 7,86             | 36 708 (2022)                     | 4 670              | modifier les données · modifier les données |
| Bresson                            | 38057      | Grenoble-Alpes Métropole | 2,78             | 671 (2022)                        | 241                | modifier les données · modifier les données |
| Eybens                             | 38158      | Grenoble-Alpes Métropole | 4,50             | 10 095 (2022)                     | 2 243              | modifier les données · modifier les données |
| Canton d'Échirolles                | 3805       |                          | 15,14            | 47 474 (2022)                     | 3 136              | modifier les données                        |

## Démographie
En 2022, le canton comptait 47 474 habitants, en évolution de +1,16 % par rapport à 2016 (Isère : +3,07 %, France hors Mayotte : +2,11 %).
| 2013   | 2018   | 2022   |
| ------ | ------ | ------ |
| 46 417 | 47 585 | 47 474 |